# 2523 Ryba
2523 Ryba eller 1980 PV är en asteroid i huvudbältet som upptäcktes den 6 augusti 1980 av den tjeckiske astronomen Zdeňka Vávrová vid Kleť-observatoriet. Den är uppkallad efter den tjeckiske kompositören Jakub Jan Ryba.
Asteroiden har en diameter på ungefär 17 kilometer och den tillhör asteroidgruppen Eos.